# Stanislaw Igorewitsch Nikitin
Stanislaw Igorewitsch Nikitin (russisch Станислав Игоревич Никитин; * 22. Juni 1995 in Jaroslawl) ist ein russischer Freestyle-Skier. Er startet in der Disziplin Aerials (Springen). Seine Schwester Ljubow Nikitina betreibt dieselbe Sportart.

## Werdegang
Nikitin trat international erstmals bei den Juniorenweltmeisterschaften 2012 in Chiesa in Valmalenco in Erscheinung. Dort gelang ihn der siebte Platz. Im Europacup startete er erstmals im Dezember 2012 in Ruka. Im März 2013 wurde er in Chiesa in Valmalenco Dritter im Europacup und gewann bei den Juniorenweltmeisterschaften die Goldmedaille. In der Saison 2013/14 kam er im Europacup dreimal unter die ersten Zehn, darunter Platz 2 in Chiesa in Valmalenco, und erreichte damit den achten Platz in der Aerials-Disziplinenwertung. Bei den Juniorenweltmeisterschaften 2014 wurde er Fünfter. Nach Platz sechs beim Europacup in Ruka zu Beginn der Saison 2014/15 debütierte er im Februar 2015 in Moskau in Weltcup und belegte dabei den 11. Platz. Im März 2015 siegte er im Europacup in Chiesa in Valmalenco und errang in Airolo den dritten Platz. Bei den Juniorenweltmeisterschaften 2015 in Chiesa in Valmalenco kam er auf den vierten Platz. Die Saison beendete er auf dem dritten Platz der Aerials-Disziplinenwertung.
In der Saison 2015/16 erreichte Nikitin bei vier Weltcupteilnahmen drei Top-10-Platzierungen und belegte damit den 18. Platz im Aerials-Weltcup. Nach Platz 2 beim Europacup in Ruka zu Beginn der Saison 2016/17 und Platz 4 beim Weltcup in Lake Placid erreichte er in Deer Valley mit dem dritten Platz seine erste Weltcup-Podestplatzierung. Es folgten zwei Top-10-Platzierungen und zum Saisonende der neunte Rang im Aerials-Weltcup. Bei den Weltmeisterschaften 2017 in der Sierra Nevada errang er den neunten Platz. Im März 2017 wurde er russischer Aerials-Meister. Im folgenden Jahr belegte er bei den Olympischen Winterspielen in Pyeongchang den 18. Platz. In der Saison 2018/19 errang er mit zwei dritten Plätzen und in Moskau mit seinen ersten Weltcupsieg, den 16. Platz im Gesamtweltcup und den fünften Rang im Aerials-Weltcup. Beim Saisonhöhepunkt, den Weltmeisterschaften 2019 in Park City, gewann Nikitin die Bronzemedaille im erstmals ausgetragenen Teamwettbewerb. Bei der Winter-Universiade 2019 in Krasnojarsk sprang er auf den 11. Platz.

## Erfolge

### Olympische Spiele
- Pyeongchang 2018: 18. Aerials
- Peking 2022: 5. Aerials (Mixed)

### Weltmeisterschaften
- Sierra Nevada 2017: 9. Aerials
- Park City 2019: 3. Aerials Team, 5. Aerials Einzel

### Weltcupwertungen
| Saison  | Gesamt | Gesamt | Aerials | Aerials |
| Saison  | Platz  | Punkte | Platz   | Punkte  |
| ------- | ------ | ------ | ------- | ------- |
| 2014/15 | 154.   | 3      | 28.     | 24      |
| 2015/16 | 68.    | 19,17  | 18.     | 115     |
| 2016/17 | 38.    | 26,43  | 9.      | 185     |
| 2017/18 | 92.    | 15,50  | 19.     | 93      |
| 2018/19 | 16.    | 44     | 5.      | 220     |

### Weltcup
Nikitin errang im Weltcup bisher sieben Podestplätze, davon ein Sieg:
| Datum            | Ort    | Land     |
| ---------------- | ------ | -------- |
| 16. Februar 2019 | Moskau | Russland |

### Juniorenweltmeisterschaften
- Chiesa in Valmalenco 2012: 7. Aerials
- Chiesa in Valmalenco 2013: 1. Aerials
- Chiesa in Valmalenco 2014: 5. Aerials
- Chiesa in Valmalenco 2015: 4. Aerials

### Europacup
- Saison 2014/15: 3. Aerials-Disziplinenwertung
- 6 Podestplätze, davon 1 Sieg

### Weitere Erfolge
- 1 russischer Meistertitel (2017)